# Curva a farfalla (algebrica)

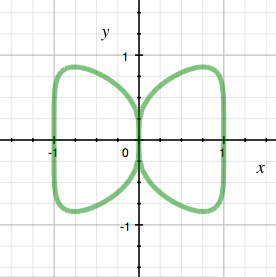

In matematica, la curva algebrica della farfalla è una curva algebrica piana di sesto grado, data dall'equazione
{\displaystyle x^{6}+y^{6}=x^{2}.}
L'area della curva algebrica della farfalla è data da (con la funzione gamma Γ)
{\displaystyle 4\cdot \int _{0}^{1}(x^{2}-x^{6})^{\frac {1}{6}}dx={\frac {\Gamma ({\frac {1}{6}})\cdot \Gamma ({\frac {1}{3}})}{3{\sqrt {\pi }}}}\approx 2.804,}
E la lunghezza s del suo arco è
{\displaystyle s\approx 9.017}